# La Poveda (metrostation)
La Poveda is een metrostation in Arganda del Rey. Het station werd geopend op 7 april 1999 en wordt bediend door lijn 9 van de metro van Madrid.